# Eulasia eiselti
Eulasia eiselti es una especie de coleóptero de la familia Glaphyridae.

## Distribución geográfica
Habita en Turquía.